# Amsterdam-Centre
Amsterdam-Centre (en néerlandais : Amsterdam-Centrum) est l'un des huit stadsdelen (arrondissements) d'Amsterdam. Bien qu'étant le plus petit des huit arrondissements en termes de superficie (8,04 km2 dont 0,22 km2 d'eau), il compte 86 395 habitants en 2017, avec une densité de population de 13 750 habitants/km2 contre environ 3 600 en moyenne dans la commune. Englobant les plus vieux bâtiments de la ville, ainsi que la partie classée au patrimoine mondial de l'UNESCO, il contribue à donner à la ville son surnom de Venise du Nord.

## Histoire
La création de l'arrondissement remonte à 2002, date avant laquelle sa gestion incombe au gouvernement municipal. La mairie d'arrondissement se trouve au Stopera, sur la Waterlooplein.

## Géographie

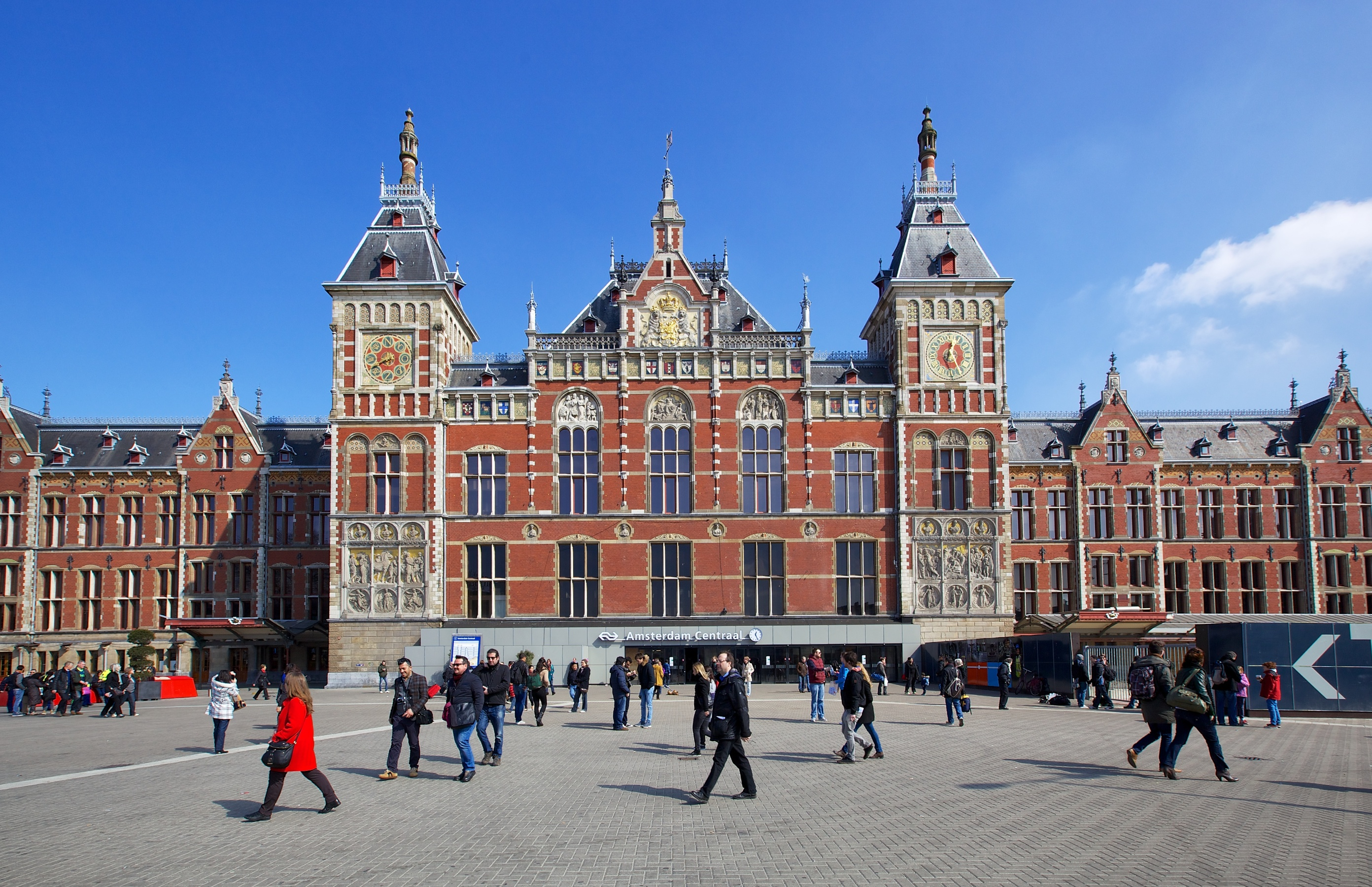
La gare centrale d'Amsterdam, à la limite avec l'arrondissement Nord.

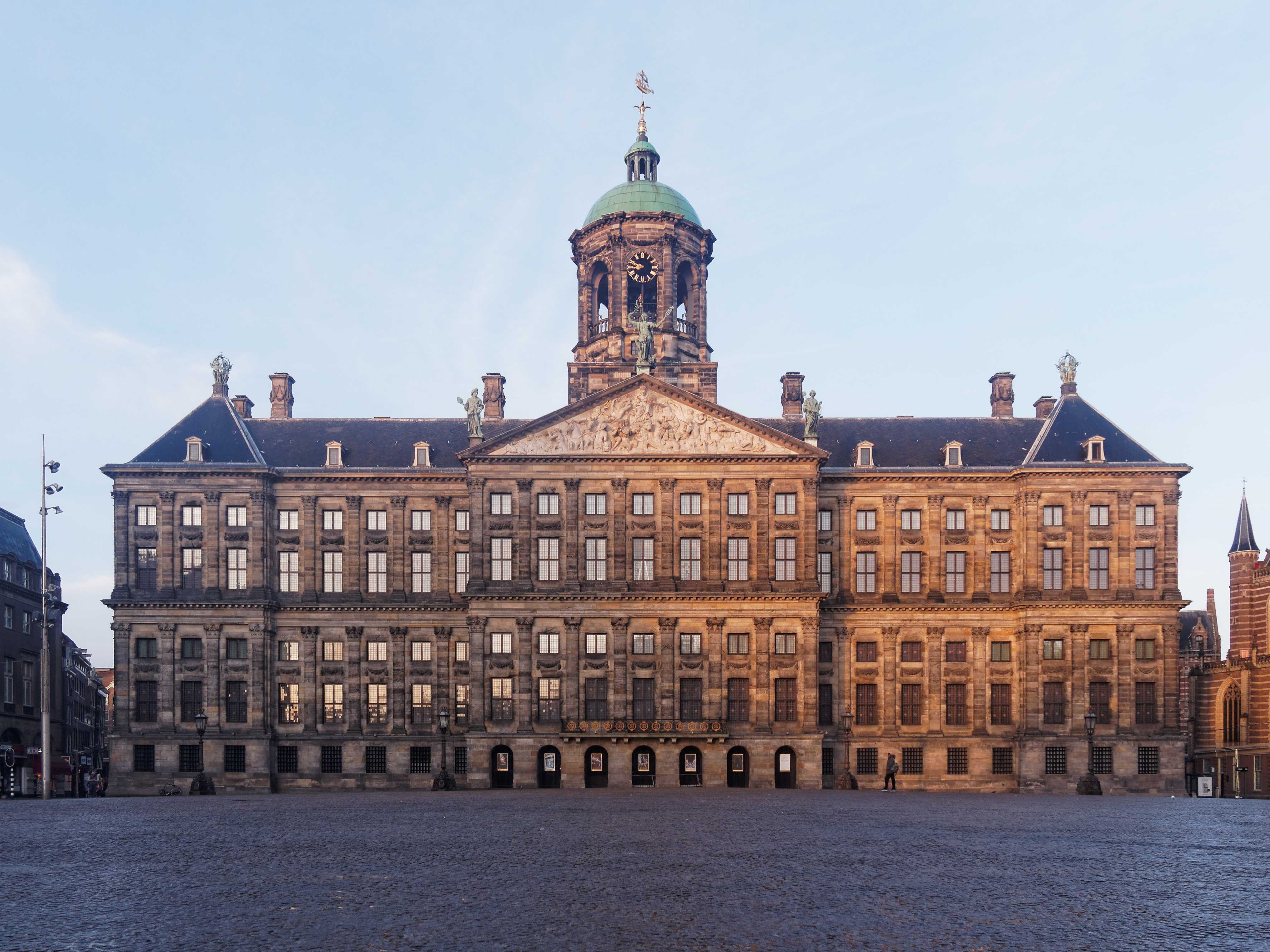
Le palais royal d'Amsterdam sur la place du Dam, l'un des monuments les plus emblématiques de l'arrondissement.

L'arrondissement Centre se trouve au cœur de la ville, sur la rive sud de l'IJ. La principale gare de la ville, Amsterdam-Central, constitue à la fois un point majeur de plusieurs liaisons ferroviaires nationales et internationales, ainsi que le principal point de terminus du réseau de tramway, ce qui contribue grandement à la fréquentation de l'arrondissement, qui est également desservi par quatre des cinq lignes du métro d'Amsterdam (51, 52, 53 et 54).

## Culture et patrimoine
L'arrondissement correspond à la partie la plus touristique de la ville. Cela tient d'une part à la ceinture des canaux délimitée à l'intérieur par le Singel et à l'extérieur par le Singelgracht et qui constitue l'un des symboles les plus universellement connus de la ville, mais aussi au fait que de nombreux monuments tels que le palais royal d'Amsterdam et l'université d'Amsterdam ainsi que plusieurs musées et attractions — Maison Anne Frank, musée d'Amsterdam, Artis, NEMO, musée de la maison de Rembrandt, Jardin botanique d'Amsterdam, Hermitage Amsterdam — sont concentrés dans le centre-ville.
La grande diversité des coffee shops, l'offre importante en hôtels, dont l'Amstel Hotel, l'hôtel de l'Europe Amsterdam et l'American Hotel, ainsi que l'attrait touristique du quartier rouge, contribuent également grandement au succès de l'arrondissement. Nombre de rues et passages sont piétons, favorisant le commerce de proximité.
L'église Moïse-et-Aaron, la basilique Saint-Nicolas d'Amsterdam, la Vieille église d'Amsterdam, la Nouvelle église d'Amsterdam, la Zuiderkerk, la Noorderkerk et la Westerkerk, tout comme la synagogue portugaise d'Amsterdam, sont les bâtiments religieux majeurs dans l'arrondissement.

## Galerie

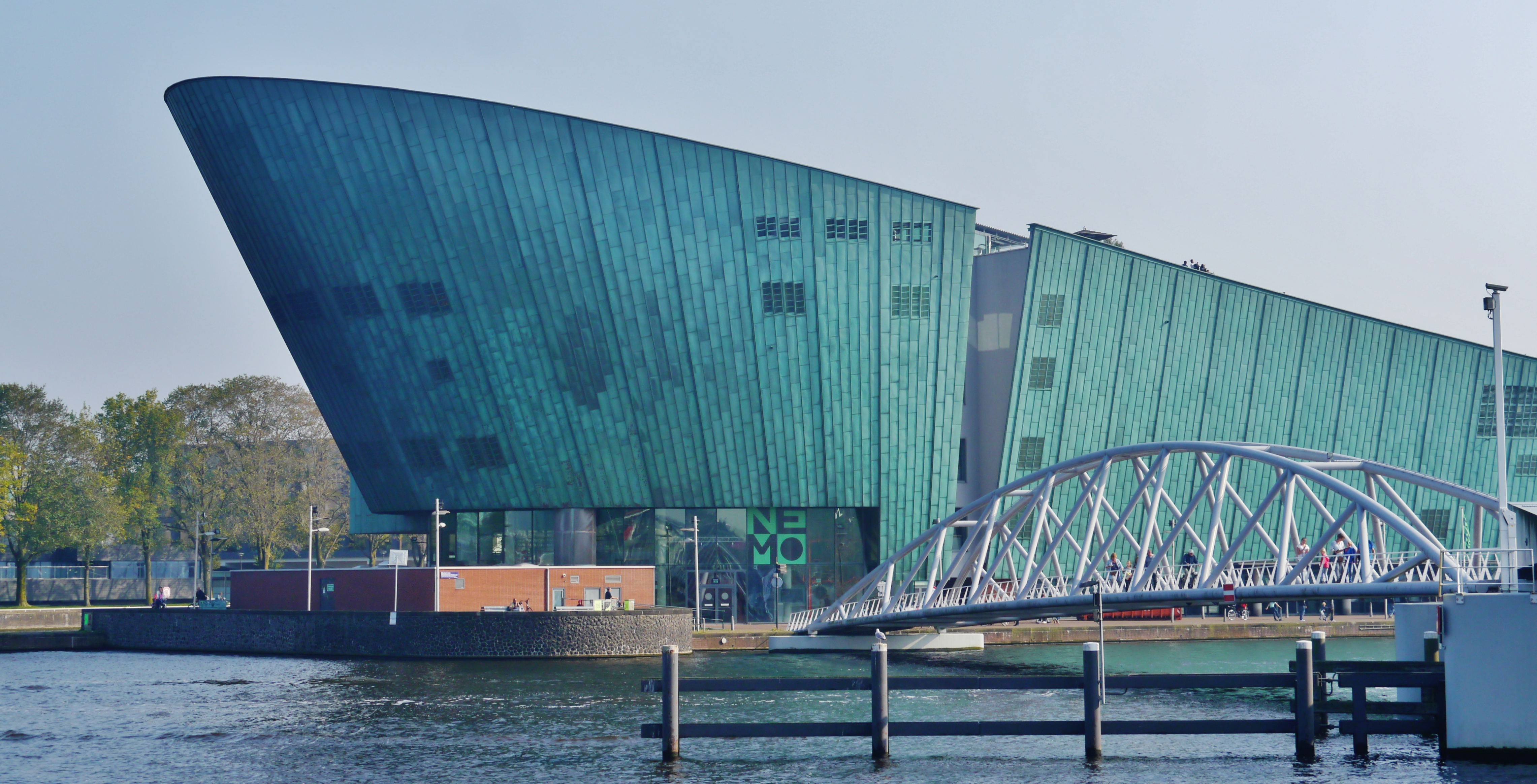
Le musée des sciences NEMO, sous lequel passe l'IJ-tunnel, rejoignant la rive nord de l'IJ.
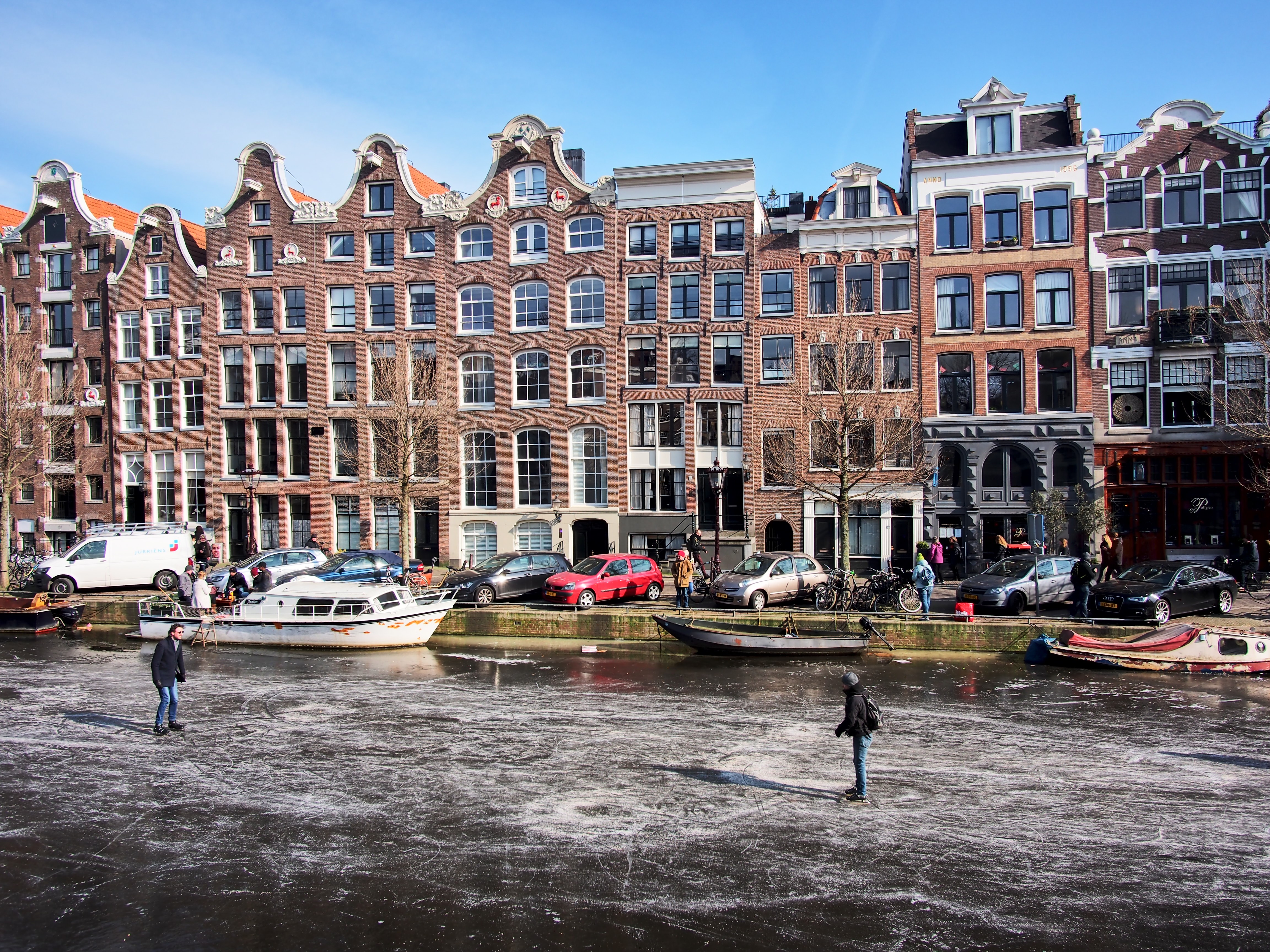
Hiver dans le centre-ville d'Amsterdam, propice au patinage à glace.
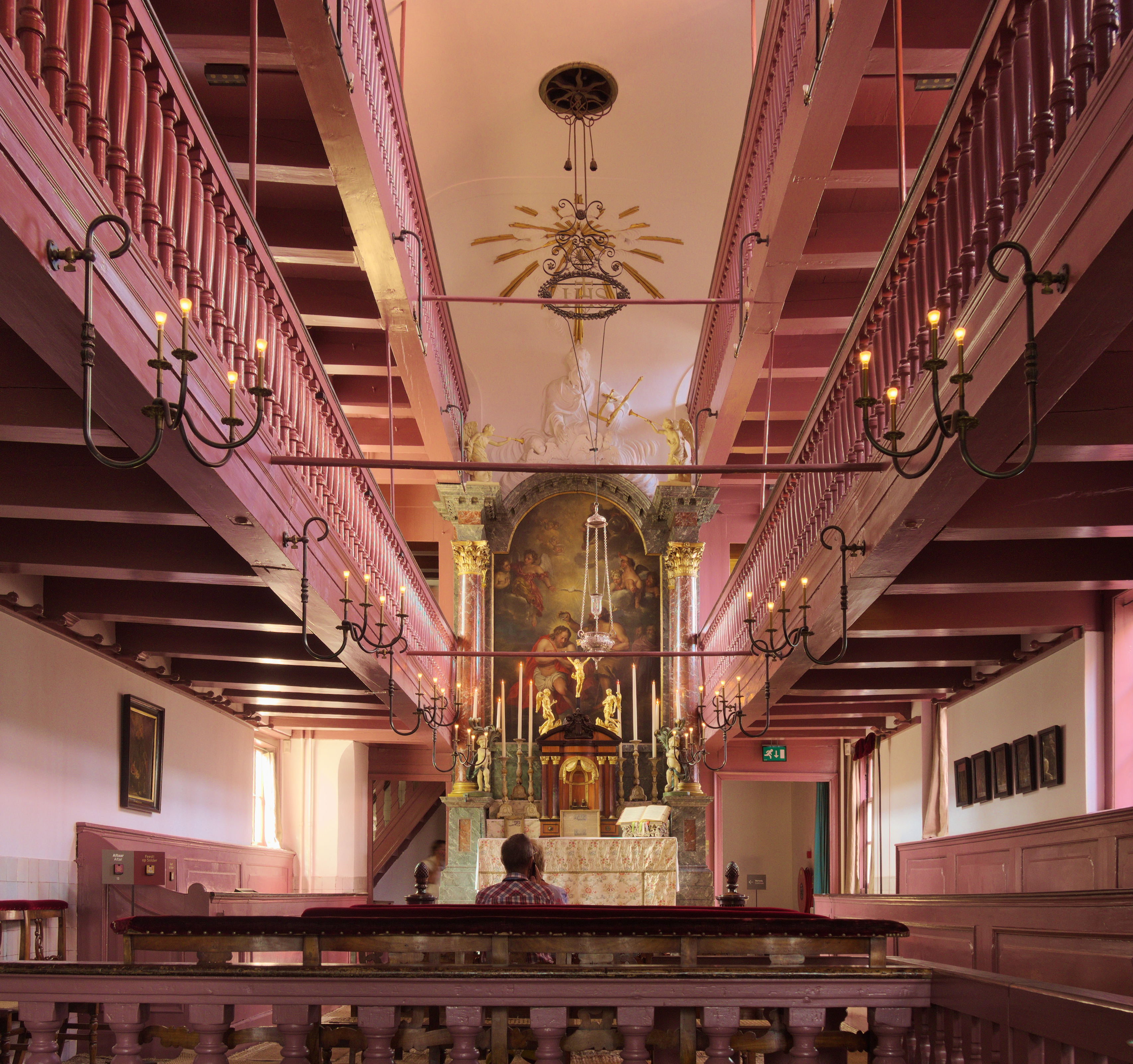
Intérieur d'Ons' Lieve Heer op Solder.
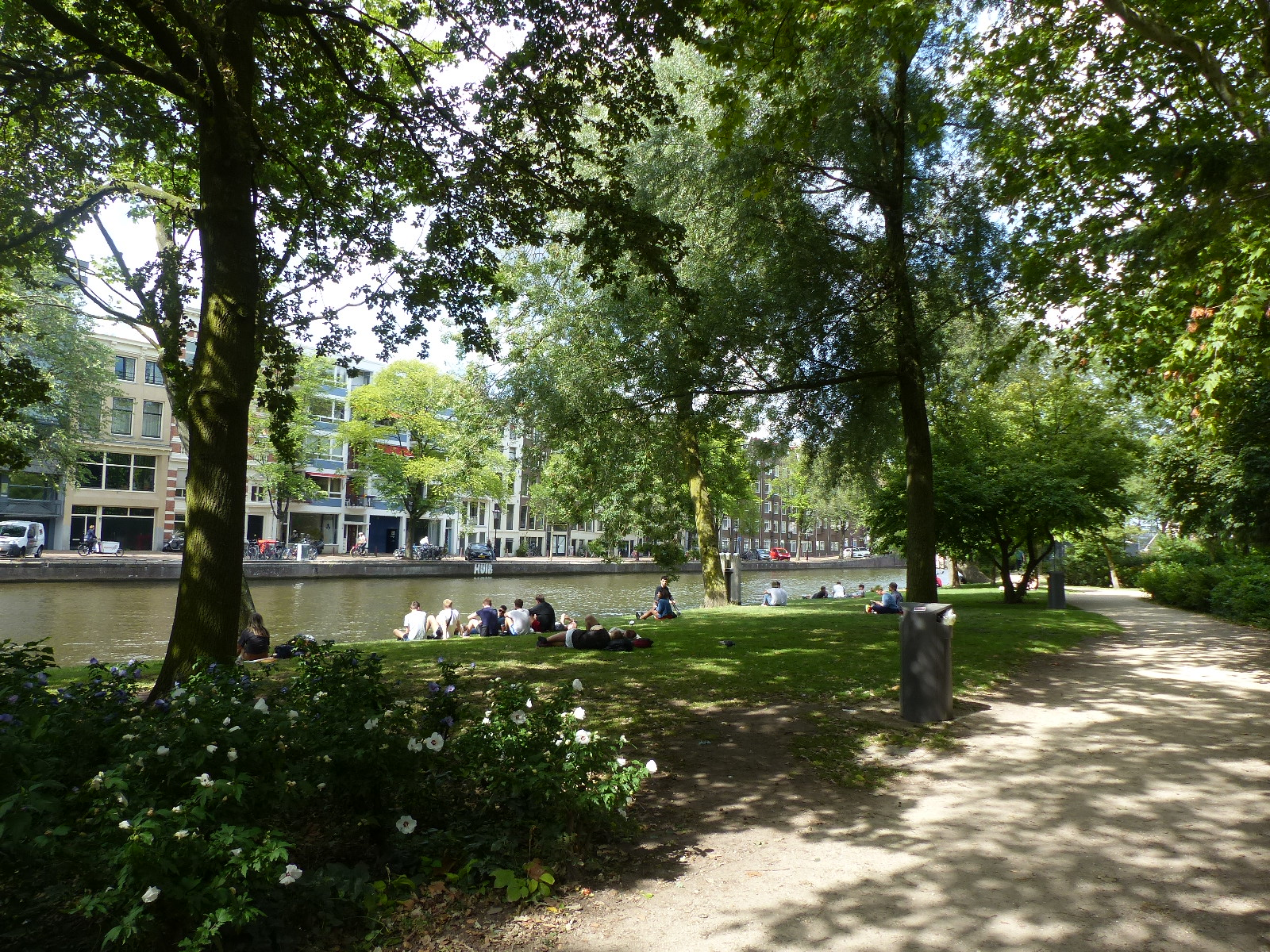
Le petit Wertheimpark sur le Nieuwe Herengracht, premier jardin public de la ville.
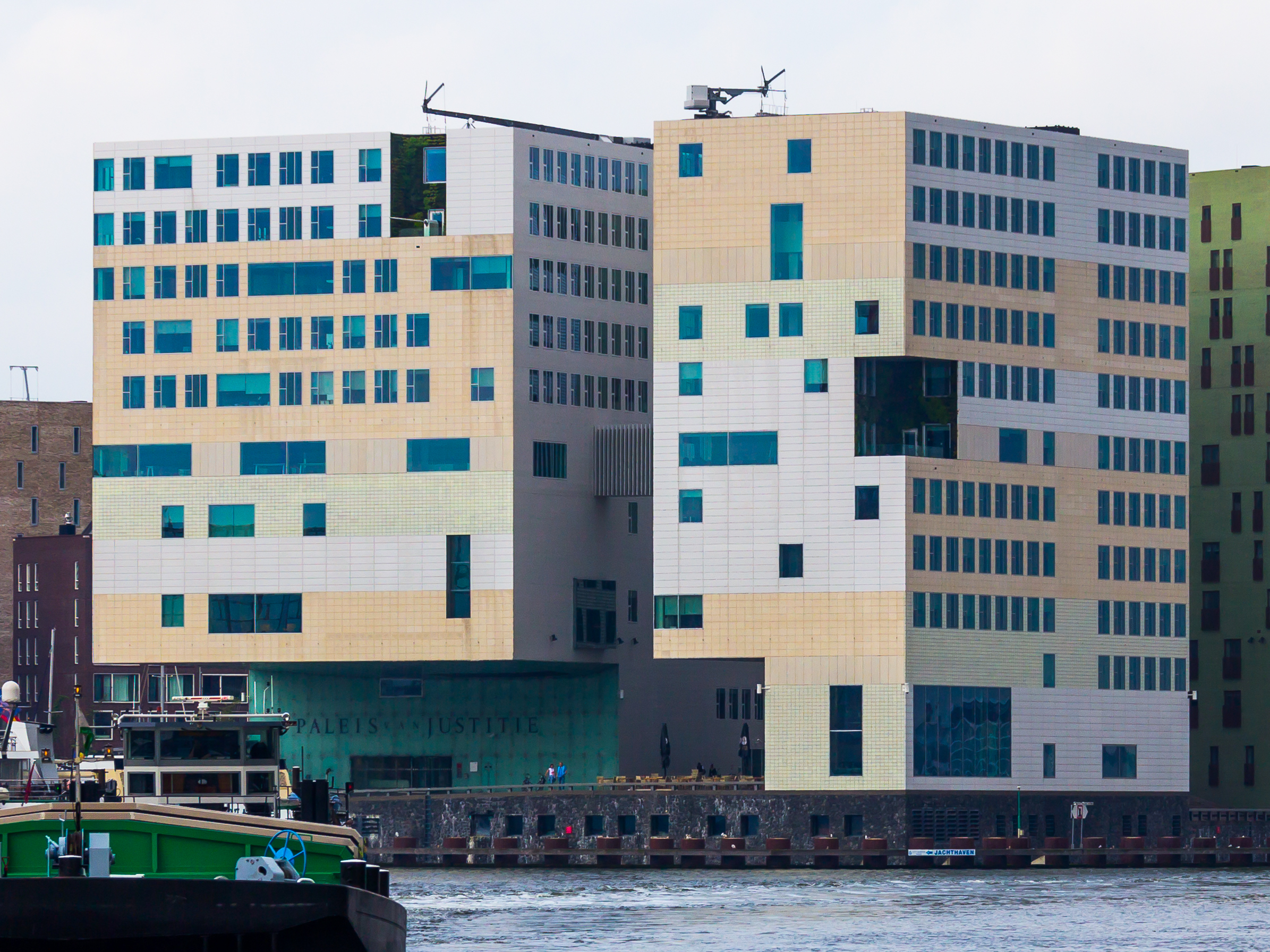
Palais de Justice, où siège la cour d'Amsterdam.